# Pipra
Genre
Synonymes
- Dixiphia Reichenbach, 1850[2]

Pipra est un genre d'oiseaux de la famille des Pipridae.

## Liste des espèces
Selon la classification de référence du Congrès ornithologique international (version 6.4, 2016) :
- Pipra aureola (Linnaeus, 1758)
  - Pipra aureola aurantiicollis Todd, 1925
  - Pipra aureola aureola (Linnaeus, 1758)
  - Pipra aureola borbae Zimmer, JT, 1936
  - Pipra aureola flavicollis Sclater, PL, 1852
- Pipra fasciicauda Hellmayr, 1906
  - Pipra fasciicauda calamae Hellmayr, 1910
  - Pipra fasciicauda fasciicauda Hellmayr, 1906
  - Pipra fasciicauda purusiana Snethlage, E, 1907
  - Pipra fasciicauda saturata Zimmer, JT, 1936
  - Pipra fasciicauda scarlatina Hellmayr, 1915
- Pipra filicauda von Spix, 1825
  - Pipra filicauda filicauda von Spix, 1825
  - Pipra filicauda subpallida (Todd, 1928)